# 王力 (1971年)
王力（1971年9月—），男，汉族，云南宣威人，曾任云南省玉溪市委书记，中共二十大代表。

## 生平
王力于1993年7月参加工作，同年9月加入中国共产党。早年在家乡宣威市工作，历任榕城镇党委副书记，板桥镇党委副书记、镇长，羊场镇党委书记，宣威经济技术开发区管委会主任。2007年任曲靖南海子工业园区管委会党组副书记、副主任（主持工作），次年转任曲靖市国资委副主任。2009年4月任保山市副市长。2016年6月任玉溪市委常委、副市长。2018年调任云南省委副秘书长，后兼任省委政策研究室主任、省委全面深化改革委员会办公室副主任等职。2020年6月任玉溪市委书记，成为当时云南省地级市（自治州）中最年轻的市委书记。2025年1月，王力卸任玉溪市委书记，并辞去云南省人大代表职务；同年8月1日，云南省纪委监委通报，王力涉嫌严重违纪违法，正接受云南省纪委监委纪律审查和监察调查。